# Гадсон (переписна місцевість, Массачусетс)
Гадсон (англ. Hudson) — переписна місцевість (CDP) в США, в окрузі Міддлсекс штату Массачусетс. Населення — 15 749 осіб (2020).

## Географія
Гадсон розташований за координатами 42°23′32″ пн. ш. 71°33′54″ зх. д. / 42.39222° пн. ш. 71.56500° зх. д. (42.392092, -71.564949).  За даними Бюро перепису населення США в 2010 році переписна місцевість мала площу 15,32 км², з яких 14,86 км² — суходіл та 0,46 км² — водойми.

## Демографія
Згідно з переписом 2010 року, у переписній місцевості мешкало 14 907 осіб у 5995 домогосподарствах у складі 3950 родин. Густота населення становила 973 особи/км².  Було 6381 помешкання (416/км²).
Расовий склад населення:
| - 90,9 % — білих - 2,1 % — азіатів - 1,7 % — чорних або афроамериканців - 0,2 % — корінних американців - 2,8 % — осіб інших рас |

До двох чи більше рас належало 2,4 %. Частка іспаномовних становила 4,8 % від усіх жителів.
За віковим діапазоном населення розподілялося таким чином: 22,3 % — особи молодші 18 років, 62,7 % — особи у віці 18—64 років, 15,0 % — особи у віці 65 років та старші. Медіана віку мешканця становила 40,5 року. На 100 осіб жіночої статі у переписній місцевості припадало 96,4 чоловіків;  на 100 жінок у віці від 18 років та старших — 93,1 чоловіків також старших 18 років.
Середній дохід на одне домашнє господарство  становив 81 142 долари США (медіана — 67 258), а середній дохід на одну сім'ю — 94 872 долари (медіана — 86 613). Медіана доходів становила 61 976 доларів для чоловіків та 50 164 долари для жінок. За межею бідності перебувало 7,1 % осіб, у тому числі 7,5 % дітей у віці до 18 років та 5,8 % осіб у віці 65 років та старших.
Цивільне працевлаштоване населення становило 7990 осіб. Основні галузі зайнятості: освіта, охорона здоров'я та соціальна допомога — 22,6 %, науковці, спеціалісти, менеджери — 15,4 %, виробництво — 15,3 %.